# Глухово (усадьба)

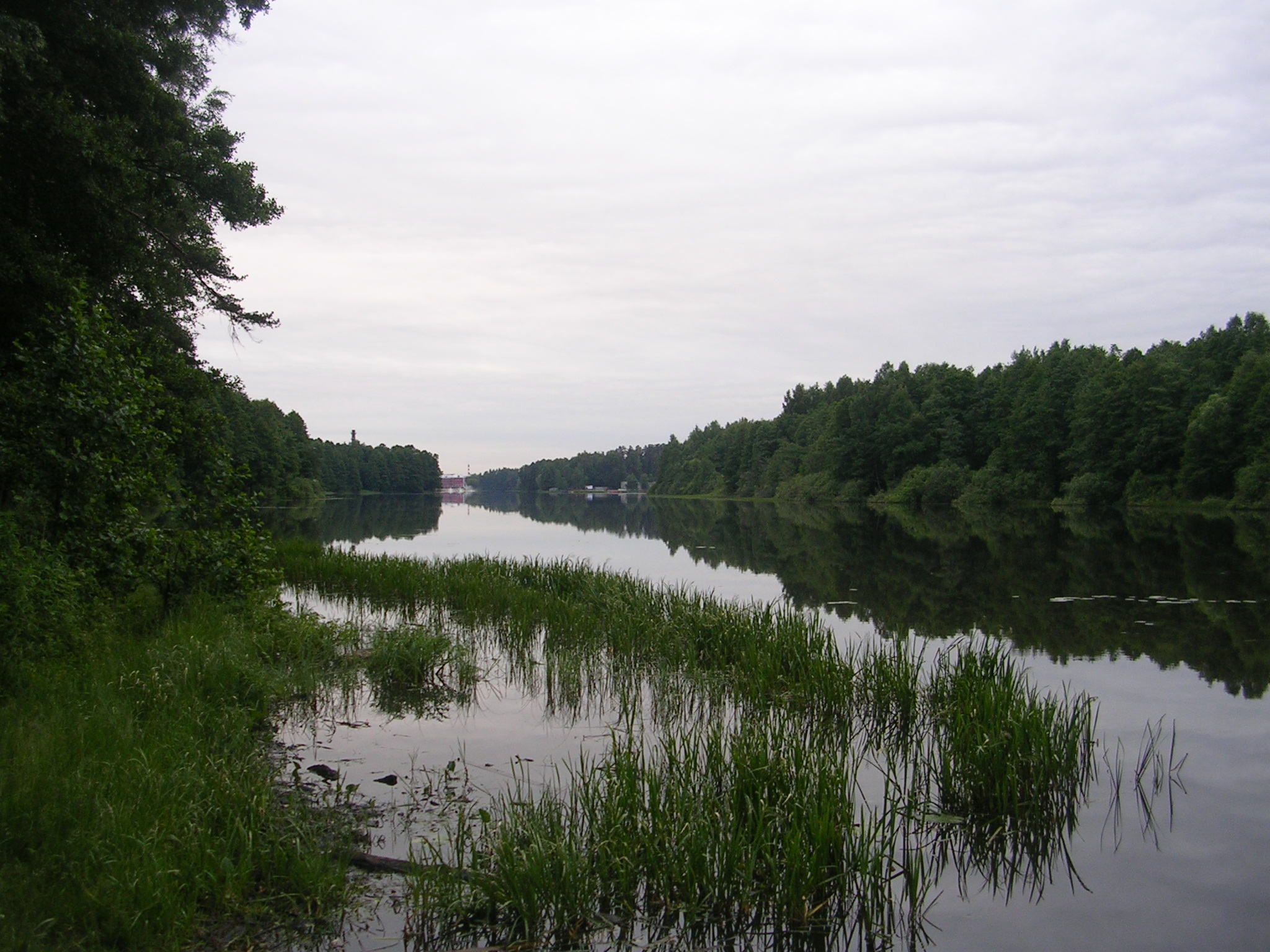
Черноголовский пруд

Глухово — усадьба, расположенная в городе Ногинске Московской области, на берегу Черноголовского пруда. Усадьба построена в 1907—1910 г.г., принадлежала Морозовым.

## История усадьбы
Сохранились главный дом Особняк А. И. Морозова на берегу Черноголовского пруда, пейзажный парк, остатки ограды, вспомогательная хозяйственное строение.
- 10.01.1672 царь Алексей Михайлович Романов жалованной грамотой за участие в мирном соглашении с Польшей в Полянове (1634) и мирном соглашении с Польшей в Андрусове (1667) и «многую службу» пожаловал И. М. Жеребцову «в Рогожскому стану деревню, что была пустошь Глуховская, а Митинская, Иванова и Мининская тож».
- В 1842 году 3. С. Морозов (сын С. В. Морозова) покупает у Жеребцова 180 десятин земли на левом берегу реки Клязьмы, также приобретает здание (меднолитейную мастерскую).
- В 1847 году построена бумаготкацкая фабрика.
- В 1855 году основана акционерная компания «Товарищество Богородско-Глуховской мануфактуры».
- 26.10.1929 «за самовольную перестройку здания, принадлежащего Комхозу»[1] была закрыта церковь Святителя Николая Чудотворца (старообрядческая). Решением «коммунального хозяйства»
- Усадебный парк после Революции стал городским парком отдыха.
- 16.10.2017 после реставрации открыли Особняк А. И. Морозова, в котором начал работать Дом-музей семьи А. И. Морозова.

## Усадебный комплекс «Глухово»
Усадьба построена в 1907—1910 г.г.
- Особняк А. И. Морозова (одноэтажный) (1907—1908, архитектор А. В. Кузнецов). На рубеже XX—XXI веков здание было заброшено, однако в 2016 году в нём начались реставрационные работы, и с 16 октября 2017 года особняк стал доступен для посетителей[2].
- Особняк П. А. и С. А. Морозовых (двухэтажный) (1908, архитектор А. В. Кузнецов). Здание перестроено. С 2001 года его занимает гостиница «Лидер».
- Хозяйственное здание.
- Церковь деревянная 1891 г. (не сохранилась, снесена в 1930-х г.г.)
- Пейзажный парк.
- Пруд.

## Транспорт
- На автомобиле: по трассе М7 «Волга», повернуть в Ногинск, затем в центральную часть города (1-я ул. Ильича), ПКиО.

### Архивные документы
- ПАМО, в.4, М., 2009, с. 126—127
- ЦГАМО, ф. 966, оп. 3, д. 15, лл. 150—154

### Видеоисточники
- Усадьба Морозовых в Глуховском парке Ногинска (11.10.15) Архивная копия от 12 сентября 2021 на Wayback Machine